# Fantaisie et Fugue sur le choral « Ad nos, ad salutarem undam »

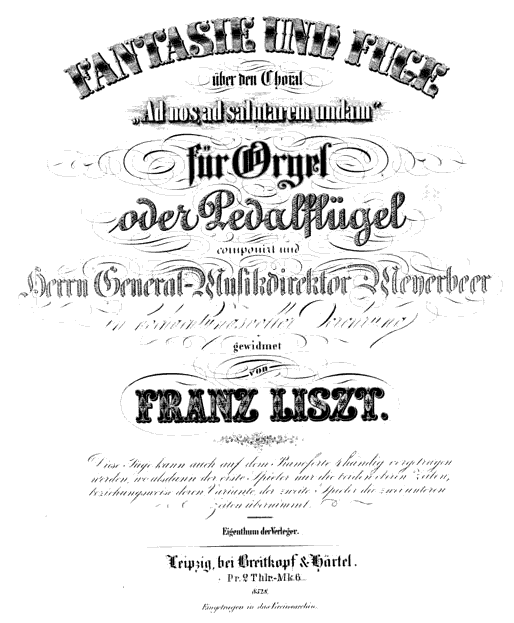
Couverture de la première édition, pour orgue ou piano-pédalier.

La Fantaisie et Fugue sur le choral « Ad nos, ad salutarem undam », S.259, est une pièce pour orgue composée par Franz Liszt à l'hiver 1850 quand il était à Weimar. L'œuvre est dédiée à Giacomo Meyerbeer, compositeur du choral « Ad nos, ad salutarem undam », qu'il incorpora dans l'acte I de son opéra Le Prophète, sur lequel Liszt basa plus tard sa composition pour orgue.
Cette Fantaisie et Fugue fut créée le 29 octobre 1852. La première de la version « révisée » eut lieu à la Cathédrale de Mersebourg le 26 septembre 1855, interprétée par Alexander Winterberger (en). L'ensemble de l'œuvre fut publié par Breitkopf & Härtel en 1852 et la fugue fut additionnellement publiée comme la 4e pièce de l'opéra-fantaisie « Les Illustrations du Prophète » (S.414). Liszt conçut à la même époque une version pour piano à quatre mains (S.624).

## Analyse

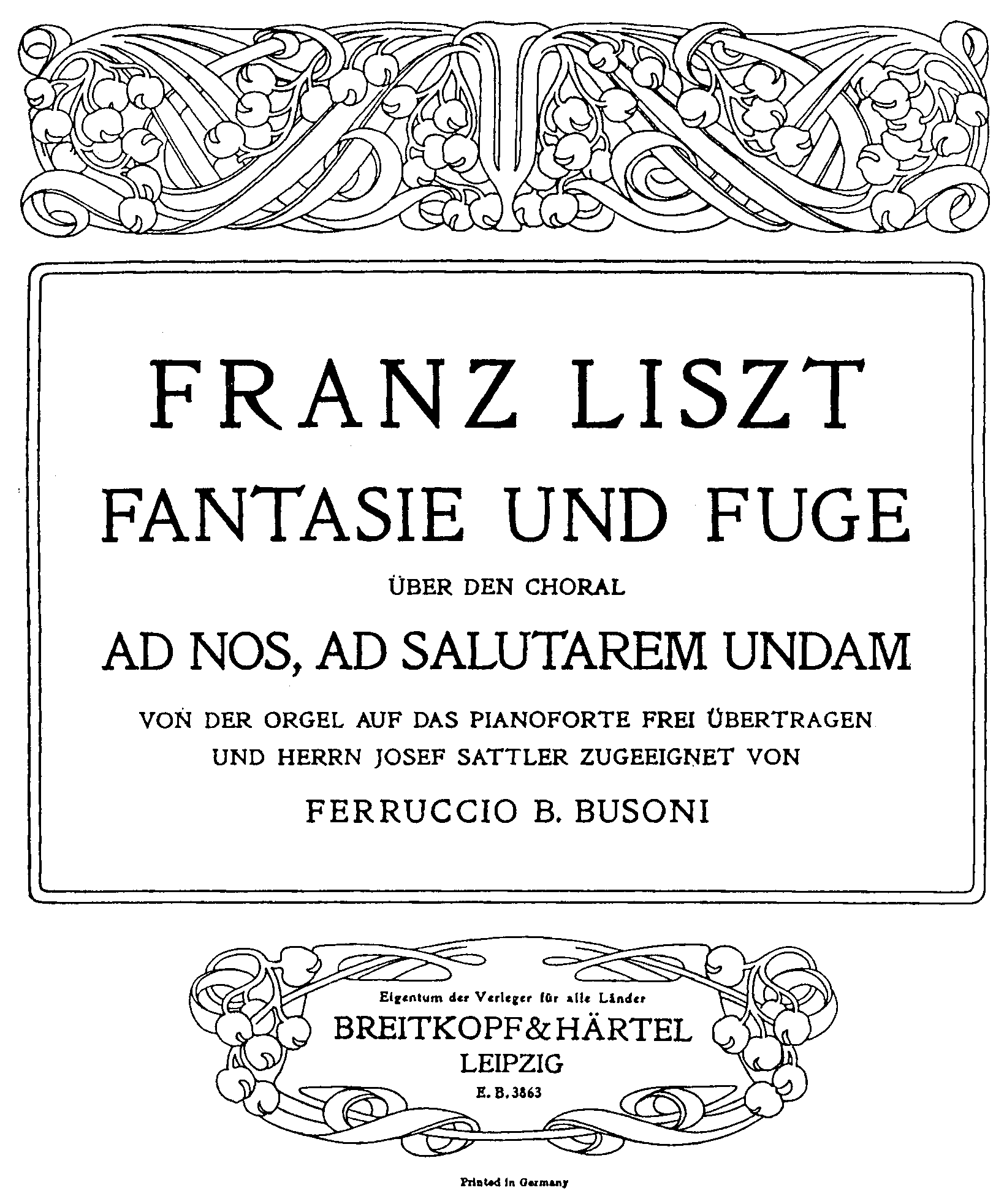
Édition de la transcription de Busoni chez Breitkopf & Härtel

La pièce est divisée en trois parties formant, rassemblées, une forme sonate :
1. Fantaisie
2. Adagio
3. Fugue

### Fantaisie
L'œuvre commence par le thème « Ad nos » puis le tourne de manière « calme et contemplative ». Le thème revient et atteint un point culminant. Un second passage suit, après lequel la Fantaisie se termine.

### Adagio
L'adagio fait figure de développement. Il commence calmement, mais le thème finit par partir dans les tonalités mineures de la section précédente. La deuxième partie est néanmoins plus joyeuse.

### Fugue
La Fugue, finale de l'œuvre joue le rôle de réexposition (des éléments de la section précédente apparaissent à nouveau). La pièce se termine avec une triomphante coda, sur la totalité du clavier de l'orgue.
Une performance « habituelle » dure près une demi-heure.

## Transcriptions
Ferruccio Busoni fit un arrangement pour piano qui fut publié en 1897 par Breitkopf & Härtel,. Alan Walker, l'un des plus importants biographes de Liszt, déclara que cela représentait « l'un des sommets de la virtuosité musicale du XXe siècle ».

## Enregistrement
- Pierre Labric, Orgue. Enregistrée en novembre 1973 et en avril 1974 à l'orgue de l'Abbaye Saint-Ouen de Rouen. Sigean: Solstice, 2010. SOCD 264. 1 CD.